# Дельтерм, Марин
Марин Дельтерм (фр. Marine Delterme; род. 18 марта 1970, Тулуза, Франция) — французская актриса и модель.

## Биография
Марин Дельтерм родилась в Тулузе в 1970 году. Она училась в парижском лицее Шапталя, а позже поступила в университет Пантеон-Ассас на один из факультетов права. Однако Марин быстро окунулась в модельный бизнес, начала работать на модных показах и сниматься для журнальных обложек. На рубеже 1980-х и 1990-х годов Дельтерм жила в Нью-Йорке, сотрудничая с такими фотографами, как Петер Линдберг, Паоло Роверси и Ричард Аведон. Какое-то время Марин делила квартиру на Манхэттене с другой начинающей моделью — Карлой Бруни.
В 1992 году Дельтерм сыграла дебютную роль в кино — в триллере Лукаша Карвовского «Листопад». В том же году она снялась в драме Сирила Коллара «Дикие ночи», удостоенной премии «Сезар» за лучший фильм. В 2000 году Дельтерм приняла участие в съёмках исторического фильма «Ватель», исполнив роль фаворитки Людовика XIV мадам де Монтеспан.
В 2010-х годах Марин сосредоточилась на работе в серии телевизионных фильмов «Алис Невер» (фр. Alice Nevers : Le juge est une femme).  С 2002 года был показан 121 эпизод сериала, где Марин сыграла главную героиню — судью, а позднее прокурора Алис Невер. В 2022 году канал TF1 объявил о завершении сериала и выходе на экран последнего, 19-го сезона.
Помимо кинематографа Дельтерм занимается скульптурой и дизайном ювелирных изделий. В 2008 году она создала две линии украшений для бренда Mauboussin.

## Фильмография

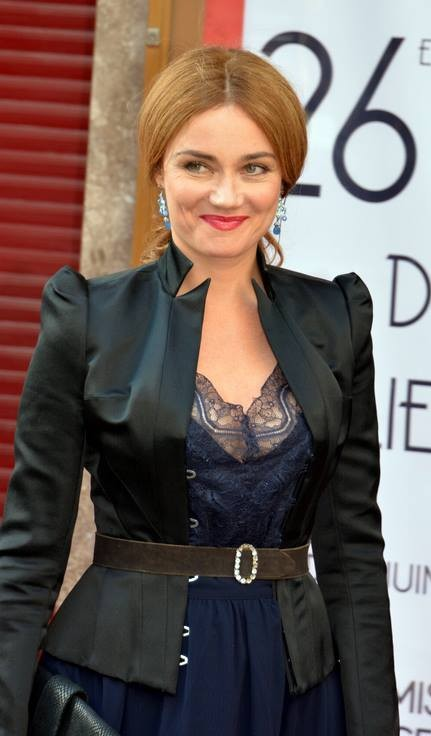
Марин Дельтерм на вручении премии Мольера (2 июля 2014)

| Кино       | Кино                                        | Кино                                      | Кино       |
| Год        | Фильм                                       | Оригинальное название                     | Примечания |
| ---------- | ------------------------------------------- | ----------------------------------------- | ---------- |
| 1992       | Листопад                                    | Listopad                                  |            |
| 1992       | Дикие ночи                                  | Les Nuits fauves                          |            |
| 1993       | Фанфан — аромат любви                       | Fanfan                                    |            |
| 1993       | Жажда золота                                | La Soif de l'or                           |            |
| 1994       | По обоюдному согласию                       | Consentement mutuel                       |            |
| 1995       | Всё у них получится                         | Ainsi soient-elles                        |            |
| 1995       | Год Джульетты                               | L'Année Juliette                          |            |
| 1996       | В поисках кошки                             | Chacun cherche son chat                   |            |
| 1997       | Путешественники                             | Les Randonneurs                           |            |
| 1997       | Переезд                                     | Le Déménagement                           |            |
| 1998       | Майкл Кэйл против всемирной службы новостей | Michael Kael contre la World News Company |            |
| 1999       | Обретённое время                            | Le Temps retrouvé                         |            |
| 2000       | Ватель                                      | Vatel                                     |            |
| 2001       | Мне тебя не хватает                         | Te quiero                                 |            |
| 2002       | Шкура ангела                                | Peau d'ange                               |            |
| 2002– 2022 | Алис Невер                                  | Alice Nevers : Le Juge est une femme      | ТВ-сериал  |
| 2008       | Замок в Швеции                              | Château en Suède                          | ТВ-фильм   |
| 2008       | Коко Шанель                                 | Coco Chanel                               | ТВ-фильм   |
| 2009       | Трезор                                      | Trésor                                    |            |
| 2012       | Париж-Манхэттен                             | Paris-Manhattan                           |            |
| 2012       | Берта Моризо                                | Berthe Morisot                            | ТВ-фильм   |
| 2022       | Манипуляции                                 | Manipulations                             | ТВ-сериал  |
| 2024       | Сочувствующий                               | The Sympathizer                           | ТВ-сериал  |

## Личная жизнь
У Марин Дельтерм двое детей: сыновья Габриэль (родился в 1998 году, его отец — актёр Жан-Филипп Экоффи) и Роман, родившийся в 2008 году, когда Марин была в отношениях со сценаристом и писателем Флорианом Зеллером. В 2010 году Зеллер и Дельтерм официально стали мужем и женой.
На протяжении 30 лет одна из близких подруг Марин Дельтерм — её бывшая коллега Карла Бруни. Марин пригласила Бруни стать крёстной матерью её старшего сына, а Бруни позвала Дельтерм на свою свадьбу с президентом Франции Николя Саркози в качестве свидетельницы. Ещё одна подруга Марин со времён их совместной работы в Нью-Йорке — режиссёр и бывшая модель Фарида Хелфа.